# ヘルマン・ブランソン
ヘルマン・ブランソン（Herman Russell Branson、1914年8月14日-1995年6月7日）は、アフリカ系アメリカ人の物理学者で、タンパク質の構造の研究でよく知られている。2つの大学で学長も務めた。

## タンパク質の構造の研究
1948年、ブランソンはライナス・ポーリング、ロバート・コリーらの研究に加わりタンパク質の構造の研究を始めた。彼はその頃、たまたまカリフォルニア工科大学でポーリングの下で研究していた。αヘリックス構造の発見におけるブランソンの本当の役割については今でも論争がある。実際に米国科学アカデミー紀要に発表された原論文には、ブランソンは単なる協力者として名を連ねている。彼は初めてできたアフリカ人のための学校間フラタニティであるアルファ・プサイ・アルファ（ΑΦΑ）のメンバーであった。